# クリスマス・ストーリー (1983年の映画)
『クリスマス・ストーリー』（原題：A Christmas Story）は、ボブ・クラークが監督し、ジーン・シェファードの1966年の著書『In God We Trust：All Others Pay Cash』の半架空の逸話に基づいた、1983年のアメリカのクリスマス・コメディ映画。 
1971年の著書「ワンダヒッキーの夜」のゴールデンメモリーズとその他の災害の要素も一部採用されている。メリンダ・ディロン、ダーレン・マクギャビン、ピーター・ビリングスリーが出演する北米の季節の定番としてテレビ、通常はワーナーメディアが所有するネットワークで何度も放映されており、1997年から毎年TNTまたはTBSでクリスマスイブの夜からクリスマスの日の夜まで「24時間のクリスマスストーリー」というタイトルのマラソン映画が放映されている。しばしば最高のクリスマス映画の1つとしてランクされている。
2012年、アメリカ議会図書館によってアメリカ国立フィルム登録簿に保存される作品として選ばれる  。

## あらすじ

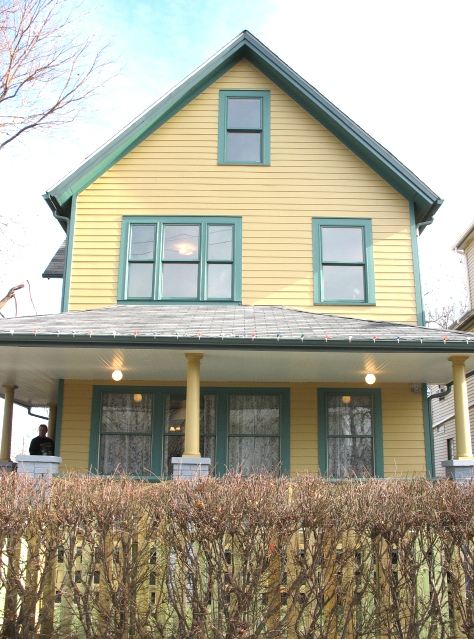
クリーブランドの西側のトレモント地区でクリスマスストーリーが撮影されたパーカーズの家の正面。建物はサウンドステージのインテリアに合わせて内部が復元および再構成され、クリスマスストーリーハウスとして一般に公開されています。

## キャスト
- ピーター・ビリングスリー
- ジーン・シェパード
- メリンダ・ディロン
- ダーレン・マクギャヴィン
- スコット・シュワルツ
- R・D・ロブ
- ザック・ウォード
- ジェフリー・ギレン
- レス・カールソン